# DENIC

Logo de DENIC.

DENIC eG gère le domaine .de, c’est-à-dire le domaine national de premier niveau de l'Allemagne. Il s’agit d’une coopérative à but non lucratif non réglementée, créée en 1996. DENIC fournit le service Domain Name System (DNS) pour les domaines en .de, ainsi que des services d’enregistrement et de gestion pour les domaines en .de et pour les ENUM domaines. Outre les services de recherche whois pour les domaines en .de, le portefeuille de DENIC comprend également des services anycast DNS pour les registres et des services d’enregistrement des données aussi bien pour les registres que pour les bureaux d’enregistrement de l’industrie des domaines.
La coopérative DENIC compte plus de 300 membres, 25 pour cent d’entre eux étant basés hors de l’Allemagne. Toute personne, société ou organisation dans le monde entier peut enregistrer un nom de domaine sous l'extension .de.
Outre la gestion de l’espace de noms allemand sur Internet, DENIC participe activement à la coordination de l’écosystème Internet dans les organes nationaux et internationaux.